# Аристоник (музыкант)
Эта статья о греческом музыканте, смотри здесь об Аристонике, царе Пергама.
Аристо́ник — древнегреческий музыкант, живший в III веке до н. э.
Аристоник был выходцем из Коринфа. Жители города Дельф даровали ему привилегии за его таланты в сочинении гимнов. Надпись, которая сообщает о награде, датирована 222 до н. э. и включает гимн Аполлону.